# Буганак
Бугана́к (баш. Боғанаҡ) — село в Белорецком районе Республики Башкортостан Российской Федерации. Входит в состав Азикеевского сельсовета. Согласно переписи 2020 года население составляло 661 человек.

## География

### Географическое положение
Расстояние до:
- районного центра (Белорецк): 9 км,
- центра сельсовета (Азикеево): 3 км,
- ближайшей ж.-д. станции (Белорецк): 3 км.

## История
Название происходит от названия реки Буганак (баш. Боғанаҡ).

## Население
| 2002 | 2009 | 2010 |
| ---- | ---- | ---- |
| 859  | ↗937 | ↘773 |

Национальный состав
Согласно переписи 2002 года, преобладающие национальности: русские (46 %), башкиры (45 %).